# Тер-Апел
Тер-Апел (нід. Ter Apel, нід. вимова: [tɛr ˈaːpəl]) — село в нідерландській провінції Гронінген. Входить до муніципалітету Вестерволде.
Його площа становить 0,82км².
Утворилося навколо заснованого 1465 року монастиря. Монастир було закрито в рамках Реформації наприкінці 16-го сторіччя.

## Галерея

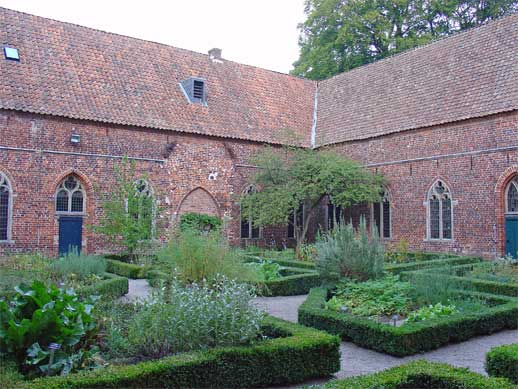
Монастир Тер-Апел
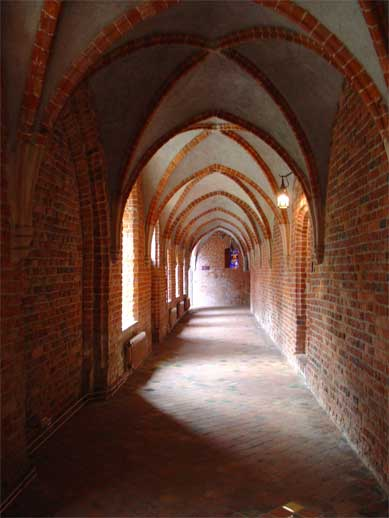
Монастир Тер-Апел
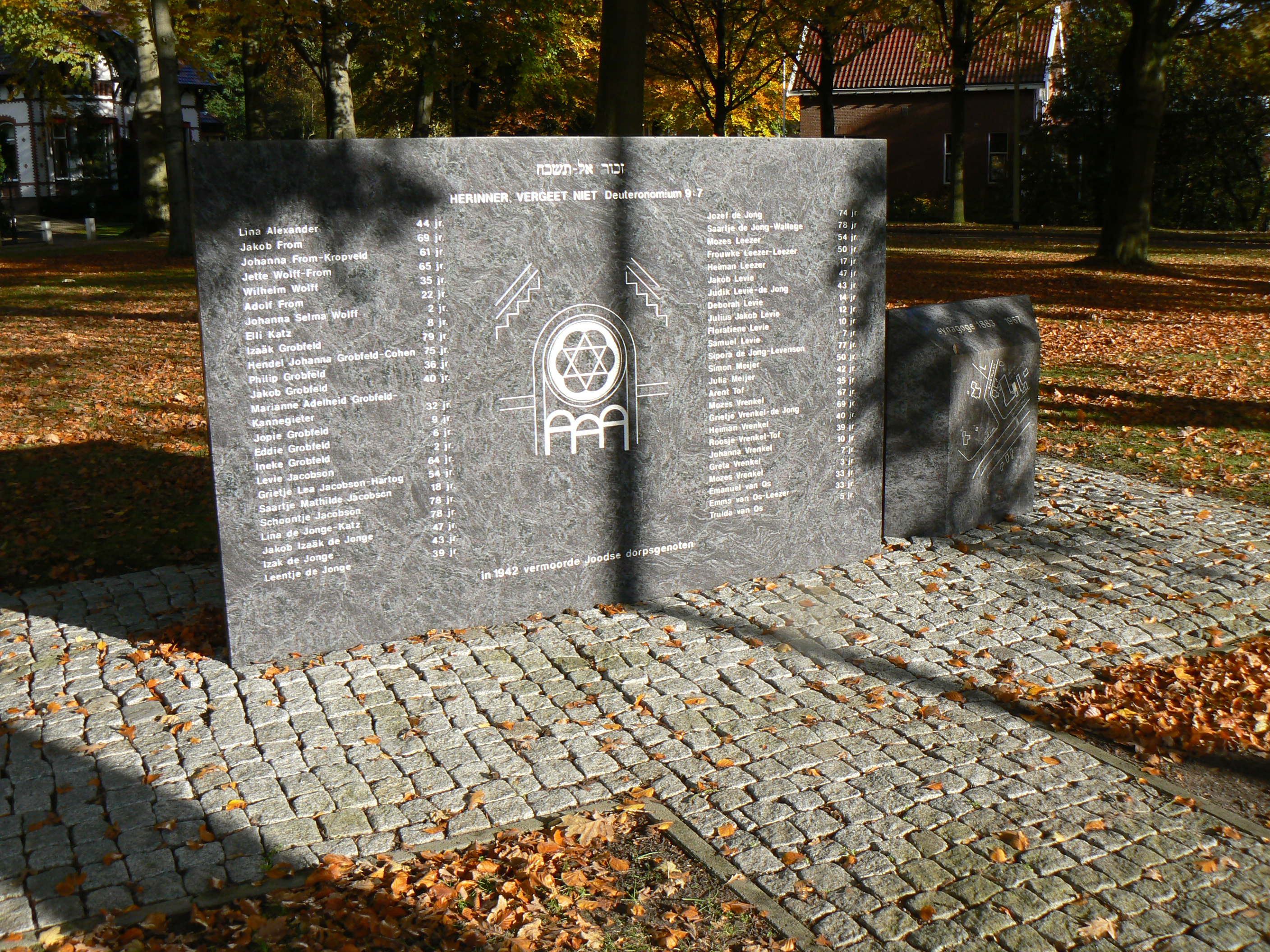
Єврейський монумент